# 王惟善 (嘉靖進士)
王惟善（1518年—？），字衷甫，號一菴，河南汝寧府新蔡縣人，軍籍，明朝政治人物。

## 生平
嘉靖二十五年（1546年）丙午科河南鄉試第六十五名舉人。嘉靖二十六年（1547年）中式丁未科會試第一百八十九名，登第三甲第一百一十九名進士。吏部觀政，授潞城縣知縣，嘉靖三十二年（1553年）任山西高平縣知縣，升兵部主事、戶部郎中。降滁州同知、晋州知州，升南京户部员外郎、郎中。嘉靖四十四年（1565年）出爲山西太原府知府。改任镇江府知府，隆慶五年（1571年）十一月升陕西按察司副使。

## 家族
曾祖王和；祖父王迪，壽官；父王紘，母汪氏。具庆下。子王寅、王邃、王宜、王容。